# TekWar (série télévisée)
TekWar est une série télévisée canadienne en quatre téléfilms de 90 minutes et 18 épisodes de 42 minutes, adaptée des romans éponymes de William Shatner, produite par Atlantis Films et Universal Television, et diffusée entre le 25 janvier 1994 et le 9 février 1996 sur le réseau CTV au Canada. Aux États-Unis, les quatre téléfilms ont été diffusés en syndication et la série sur USA Network.
Au Québec, les quatre téléfilms ont été diffusés à partir du 8 août 1996 sur le réseau TQS, et la série à partir du février 2000 sur Ztélé. En France, la série a été diffusée à partir du 29 mai 1998 sur 13ème rue.

## Synopsis
En 2044, le policier Jake Cardigan est libéré de prison après avoir été accusé de trafic de Tek, une puissante drogue qui transporte les utilisateurs dans un univers virtuel. Il est contacté par Walter H. Bascom, qui dirige une agence de détectives futuriste, et accepte de travailler pour lui.

## Distribution
- Greg Evigan (VF : Patrice Baudrier) : Jake Cardigan
- William Shatner (VF : Denis Savignat) : Walter H. Bascom
- Eugene Clark : Sid Gomez
- Catherine Blythe (VF : Caroline Beaune) : Centra
- Maria del Mar : Sam Houston
- Maurice Dean Wint : Lieutenant Winger
- Natalie Radford (en) : Nika
- Dana Brooks : Shelley Grout
- Ernie Grunwald (en) : Spaz
- Laurie Holden : Rachel Tudor (TekLab)

 Source et légende : version française (VF) sur RS Doublage

## Épisodes

### Hors saison (1994)
1. TekWar (TekWar: The Original Movie) 90 minutes
2. TekLords (Teklords) 90 minutes
3. TekLab (Teklab) 90 minutes
4. TekJustice (TekJustice) 90 minutes

### Première saison (1994-1996)
1. La Musique adoucit les mœurs (Sellout)
2. Soldat inconnu (Unknown Soldier)
3. Tek Police (Tek Posse)
4. Révolution anti Tek (Promises to Keep)
5. Sursis (Stay Of Execution)
6. Alter ego (Alter Ego)
7. Jeux dangereux (Killer Instinct)
8. Cauchemar dans le congélo (Chill Factor)
9. État d'urgence (Deadline)
10. Amour virtuel (Carlotta's Room)
11. Subconscience (Deep Cover)
12. Chasse sur Internet (Cyberhunt)
13. Seuil de tolérance zéro (Zero Tolerance)
14. Trop de mémoire (Forget Me Not)
15. La Porte du paradis (The Gate)
16. Dans la peau d'un autre (Skin Deep)
17. Rédemption (Redemption)
18. Trahison (Betrayal)